# Clarkia concinna
Clarkia concinna är en dunörtsväxtart som först beskrevs av Fisch. och Carl Anton von Meyer, och fick sitt nu gällande namn av Edward Lee Greene. Clarkia concinna ingår i släktet clarkior, och familjen dunörtsväxter.

## Underarter
Arten delas in i följande underarter:
- C. c. automixa
- C. c. concinna
- C. c. raichei

## Bildgalleri

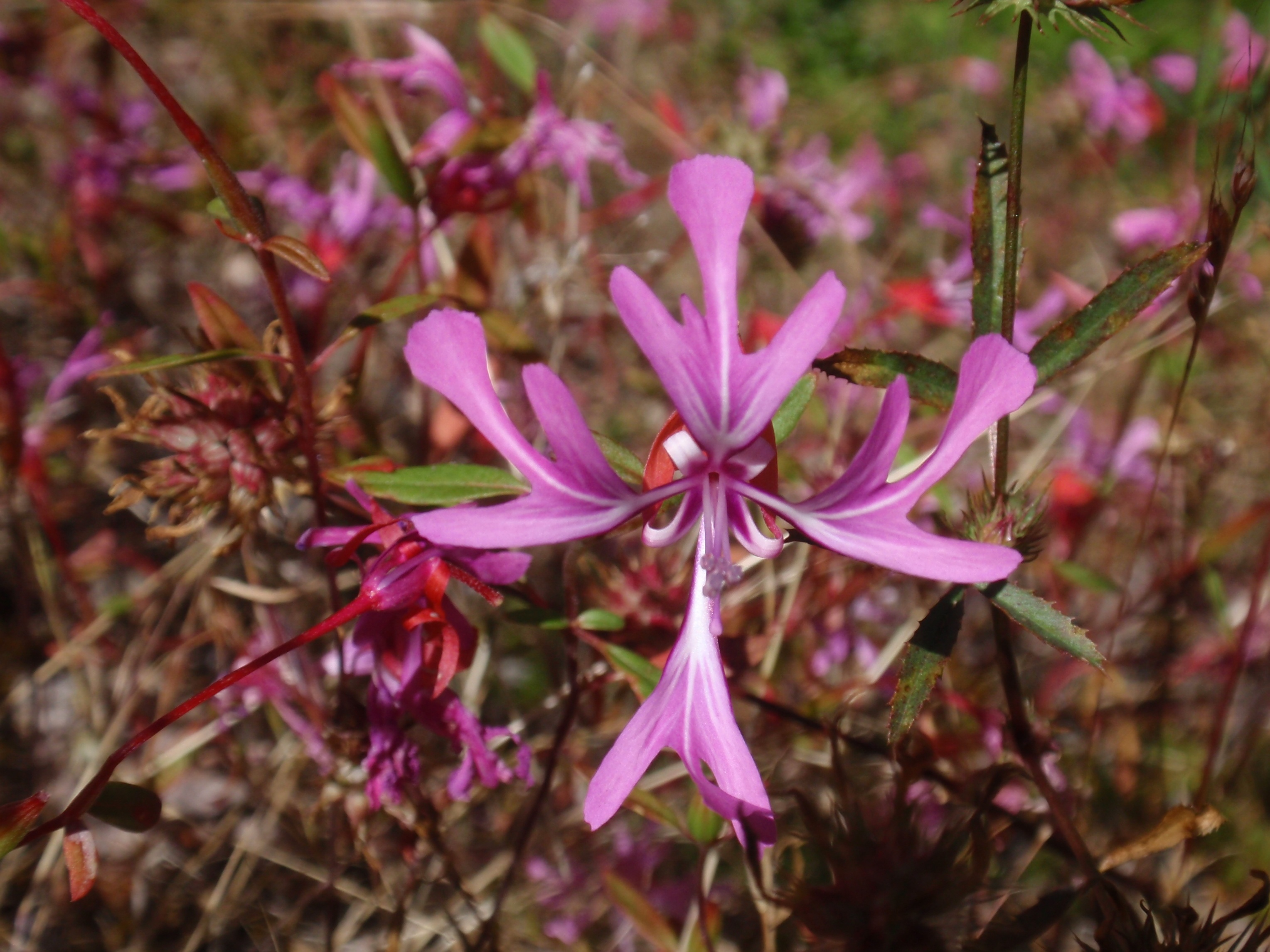
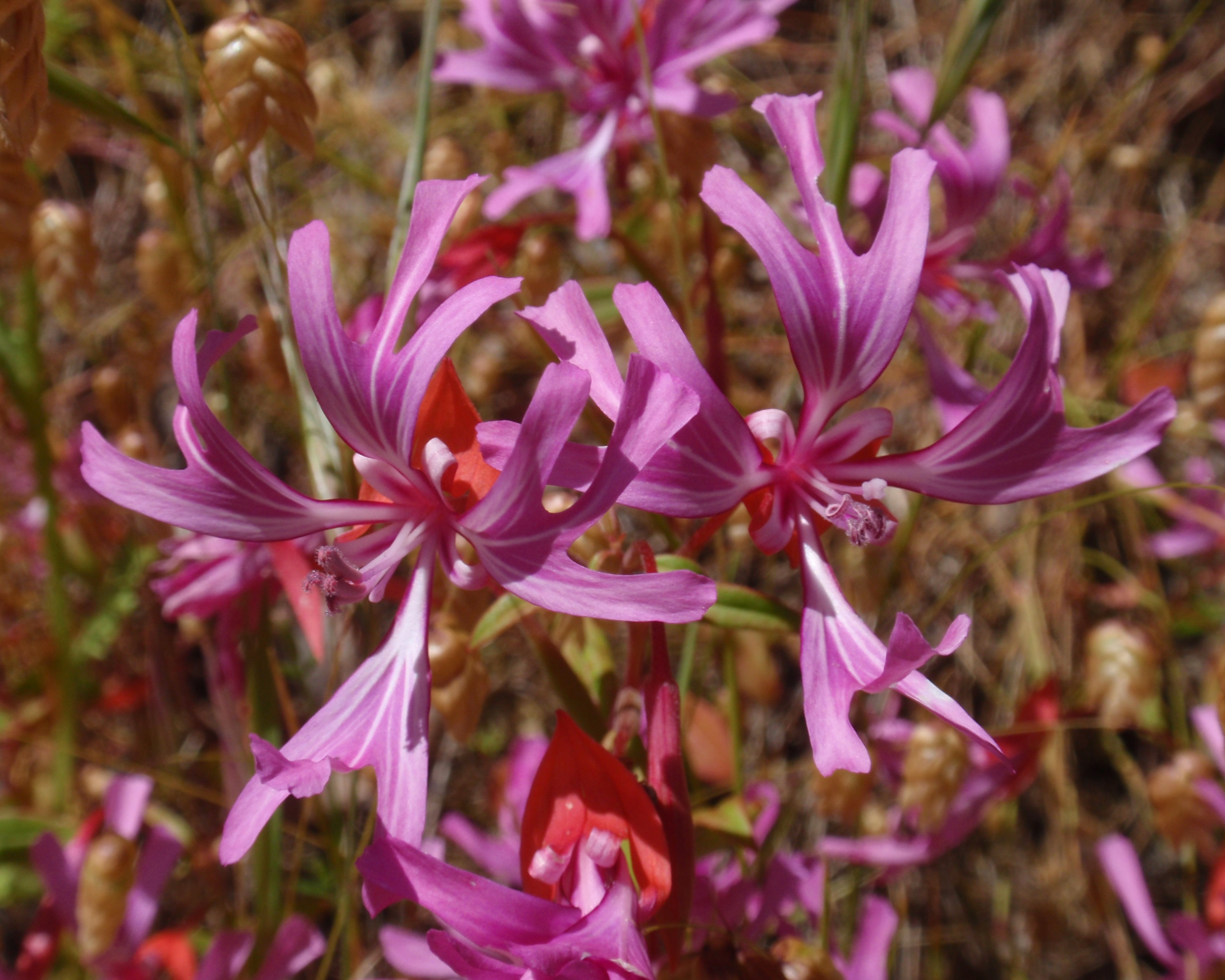